# Carex hildebrandtiana
Carex hildebrandtiana là một loài thực vật có hoa trong họ Cói. Loài này được Boeckeler mô tả khoa học đầu tiên năm 1884.